# Кальдера

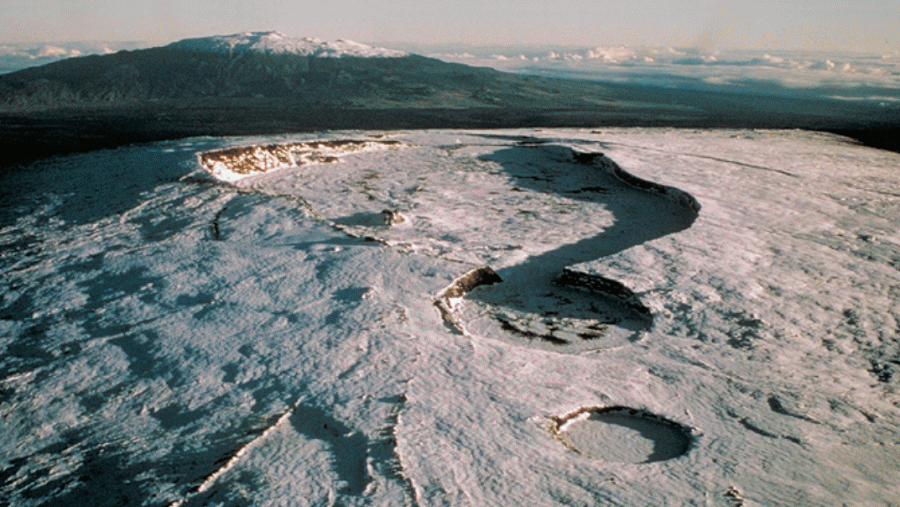
Кальдера вулкана Мауна-Лоа

Кальде́ра (от исп. caldera — котёл) — обширная циркообразная котловина вулканического происхождения, часто с крутыми стенками и более или менее ровным дном. Такое понижение рельефа образуется на вулкане после обрушения стенок кратера или в результате его катастрофического извержения.
От кратера кальдера отличается особенностями формирования и бо́льшими размерами. Кальдеры достигают 10—20 км в поперечнике и нескольких сотен метров в глубину. Часто к кальдерам приурочены фумаролы и грифоны.
Крупнейшая кальдера площадью около 1,8 тысячи квадратных километров расположена у супервулкана Тоба в Индонезии на острове Суматра.
Иногда встречаются кальдеры невулканического происхождения, происхождение которых связано с магматическими процессами в приповерхностных условиях или расширением существующих кратеров в результате эрозии.

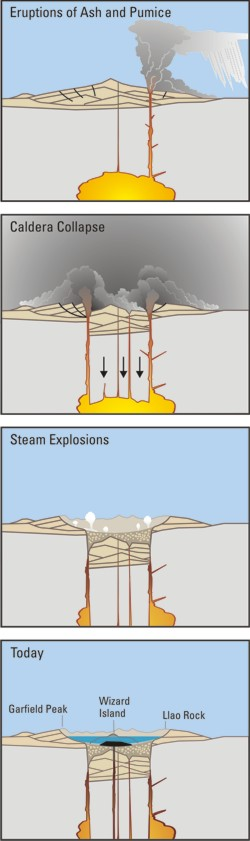
Стадии формирования кальдеры вулкана Мазама

## История исследования
В 1941 году американский геолог Хоуэлл Вильямс доказал, что кальдера — это последствие не исполинского взрыва, а опускания блока горных пород, перекрывающего огромный магматический очаг, опустошённый многочисленными взрывами.

## Классификации кальдер
По генетической классификации, как и кратеры, кальдеры подразделяются на два типа:
1. Кальдеры взрыва (или взрывные кальдеры) — небольшие кальдеры, образующиеся при мощнейших взрывах при извержении. Примеры: кальдеры вулкана Бандайсан и озеро Ротомахана на вулкане Таравера.
2. Кальдеры обрушения (или гравитационные) — этот тип более распространён, он возникает при оседании по разломам, окаймляющим очаг, а также в теле вулкана[1]. При массивном извержении и связанном с этим частичным опустошением магматической камеры происходит крупное обрушение вулканической постройки с частью подстилающего вулкан фундамента по кольцевым разломам или только вершины щитового вулкана. Примеры: кальдеры вулканов Узон, Мауна-Лоа и Килауэа.

Для классификации кальдер также используется петрогенетическая классификация.

Модель образования кальдеры

## Возрождённые кальдеры
Вулканическая активность зачастую может продолжаться и после обрушения кальдеры, приводя к постепенному её заполнению более поздними вулканическими породами. Возобновление активности может сопровождаться возникновением сводообразных поднятий днища кальдеры, иногда до километра и более. Смит и Бейли предложили называть их возрождёнными кальдерами типа Валлис.
В ходе такого поднятия породы дна кальдеры испытывают растяжение и растрескивание, образование грабенов и кольцевых разломов, вдоль которых могут локализоваться центры более поздних извержений. Примером служит кальдера Валлис в горах Джемец, США, Тимбер-Маунтин в Неваде и другие. Одной из наиболее крупных считается кальдера Айленд-Парк размерами 80×65 км.

## Невулканические кальдеры
Эту разновидность кальдер выделяли ещё с самого начала их изучения. Х. Рекк выделил группу интрузивных кальдер, образующихся при глубинных перемещениях магмы, а Х. Уильямс выделил группу смешанных кальдер обрушения, образующихся в результате изменений в размерах и форме интрузивного тела
Также выделяются эрозионные кальдеры, в виде обширного цирка, открытого на один из склонов вулкана. Образуется в результате расширения вулканического кратера эрозионными процессами — выветриванием и экзарацией ледников. Именно такую природу имеет кальдера Козельской сопки.

## Внеземные кальдеры
С начала 1960-х годов стало известно о вулканической деятельности на других планетах Солнечной системы и их спутниках. Благодаря исследованиям беспилотных и пилотируемых космических кораблей был обнаружен вулканизм на Луне, Марсе, Венере и спутнике Юпитера Ио. Но ни на одном из этих небесных тел нет тектоники плит, на которую приходится около 60 % вулканической активности Земли (остальные 40 % приходятся на вулканизм горячих точек). Структура кальдер одинакова на всех этих небесных телах, хотя размеры значительно варьируются. Так, средний диаметр кальдеры на Венере составляет 68 км, средний диаметр кальдеры на Ио близок к 40 км; вулканический регион на Ио — патеры Тваштара — вероятно, самая большая кальдера с диаметром 290 км. Средний диаметр кальдеры на Марсе составляет 48 км, что меньше, чем на Венере. Земные кальдеры являются самыми маленькими в Солнечной системе, их размеры колеблются в пределах от 1,6 до 80 км как максимум.

## Известные кальдеры

### Африка
- Мененгаи — Кения
- Нгоронгоро — Танзания
- Фогу — Кабо-Верде
- Элгон — Уганда / Кения
- Эртале — Эфиопия
- Мафате, Салази, Энклос-Фок[англ.], Силао[англ.] — кальдеры на острове Реюньон

### Азия
Индонезия
- Гунунг-Батур
- Кракатау
- Тамбора
- Тоба

Россия
- Карымшина — Россия
- Тао-Русыр — Россия
- Узон — Россия
- Ксудач — Россия

Филиппины
- Пинатубо
- Тааль
- Аполаки[англ.][11][12]

Япония
- Айра
- Аси (озеро)
- Асо
- Кальдера Кикаи[англ.]
- Тадзава (озеро)
- Товада (озеро)

Другие страны
- Халласан — Южная Корея

### Северная Америка
Канада
- Сильвертроун[англ.] (Британская Колумбия)
- Эдзиза (Британская Колумбия)
- Озёрный вулканический комплекс Беннетт[англ.] (Британская Колумбия / Юкон)
- Маунт-Плезант[англ.] (Нью-Брансуик)
- Старджеон[англ.] (Северо-Западное Онтарио)
- Горный вулканический комплекс Скукум[англ.] (Юкон)
- Комплекс Блэйк-Ривер[англ.] в Онтарио / Квебеке, в том числе:
  - Нью-Сенатор[англ.]
  - Мисема[англ.]
  - Норанда[англ.]

США
- Хенрис-Форк (Айдахо)
- Айленд-Парк (Айдахо, Вайоминг)

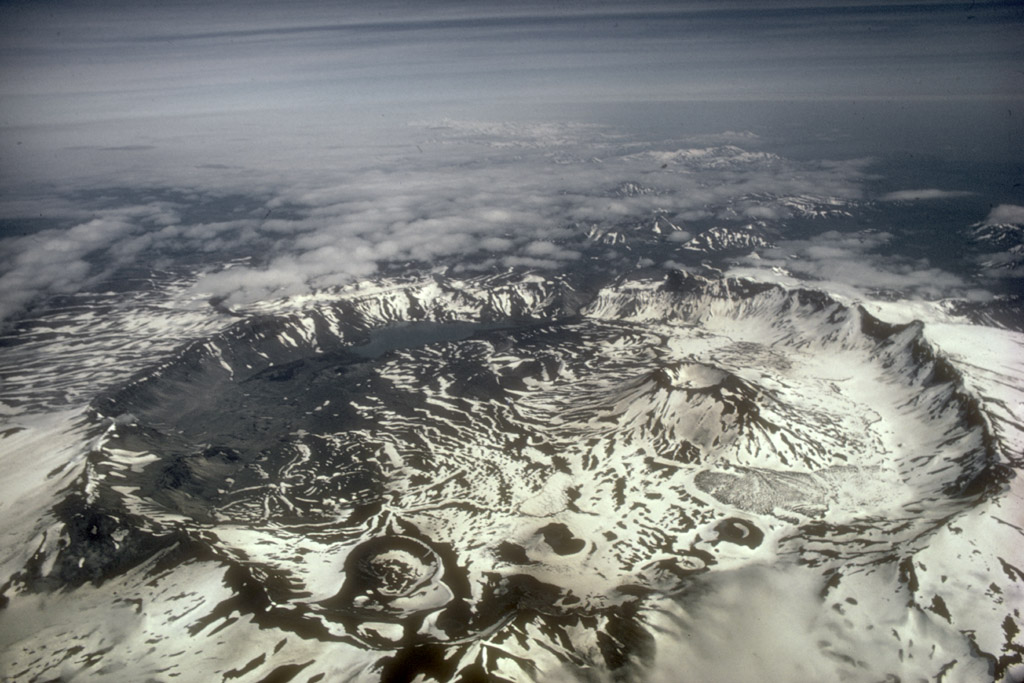
Кальдера вулкана Маунт Аниакчак на Аляске

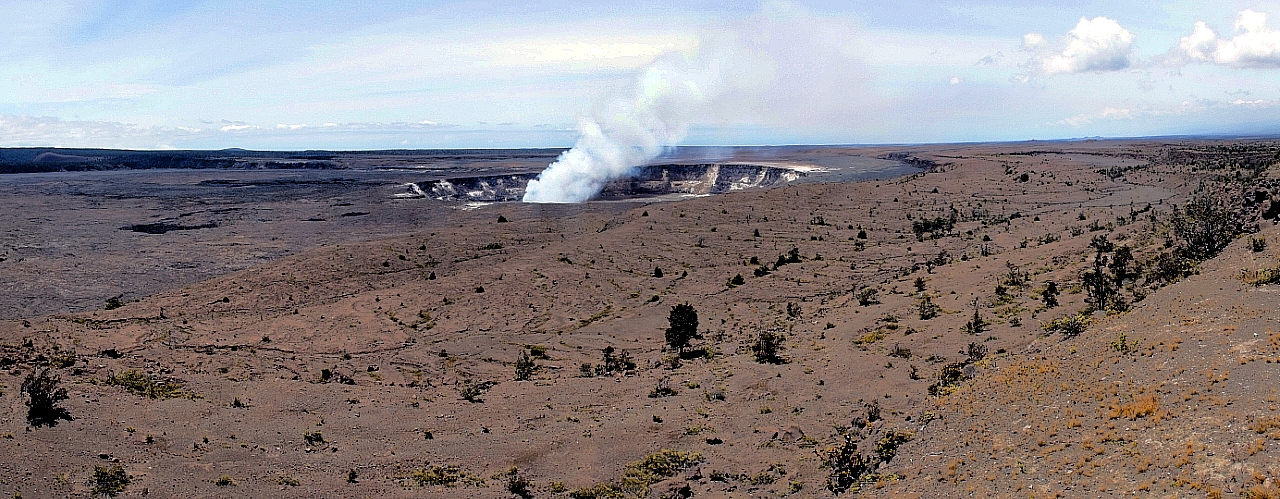
Кальдера вулкана Килауэа на острове Гавайи

- Йеллоустонская кальдера (Вайоминг)
- Аниакчак (Аляска)
- Катмай (Аляска)
- Окмок (Аляска)
- Крейтер (Орегон)
- Ньюберри[англ.] (Орегон)
- Ла-Гарита (Колорадо)
- Лонг-Валли (Калифорния)
- Валлес (Нью-Мексико)
- Килауэа (Гавайи)
- Мауна-Лоа (Гавайи)
- Пирамида (остров)
- Лопи

### Южная и Латинская Америки
Сальвадор
- Илопанго
- Коатепеке[англ.])

Чили
- Чайтен
- Пуеуэ
- Лагуна-дель-Мауле[англ.]
- Соллипулли[англ.]
- Рано-Као (остров Пасхи)

Эквадор
- Килотоа
- Пулулахуа[англ.]
- Куикоча (озеро)
- Фернандина (остров в Галапагосском архипелаге)

Другие страны
- Масая — Никарагуа
- Атитлан (озеро) — Гватемала
- Галан — Аргентина

### Европа

Затопленная кальдера вулкана Санторин в Эгейском море

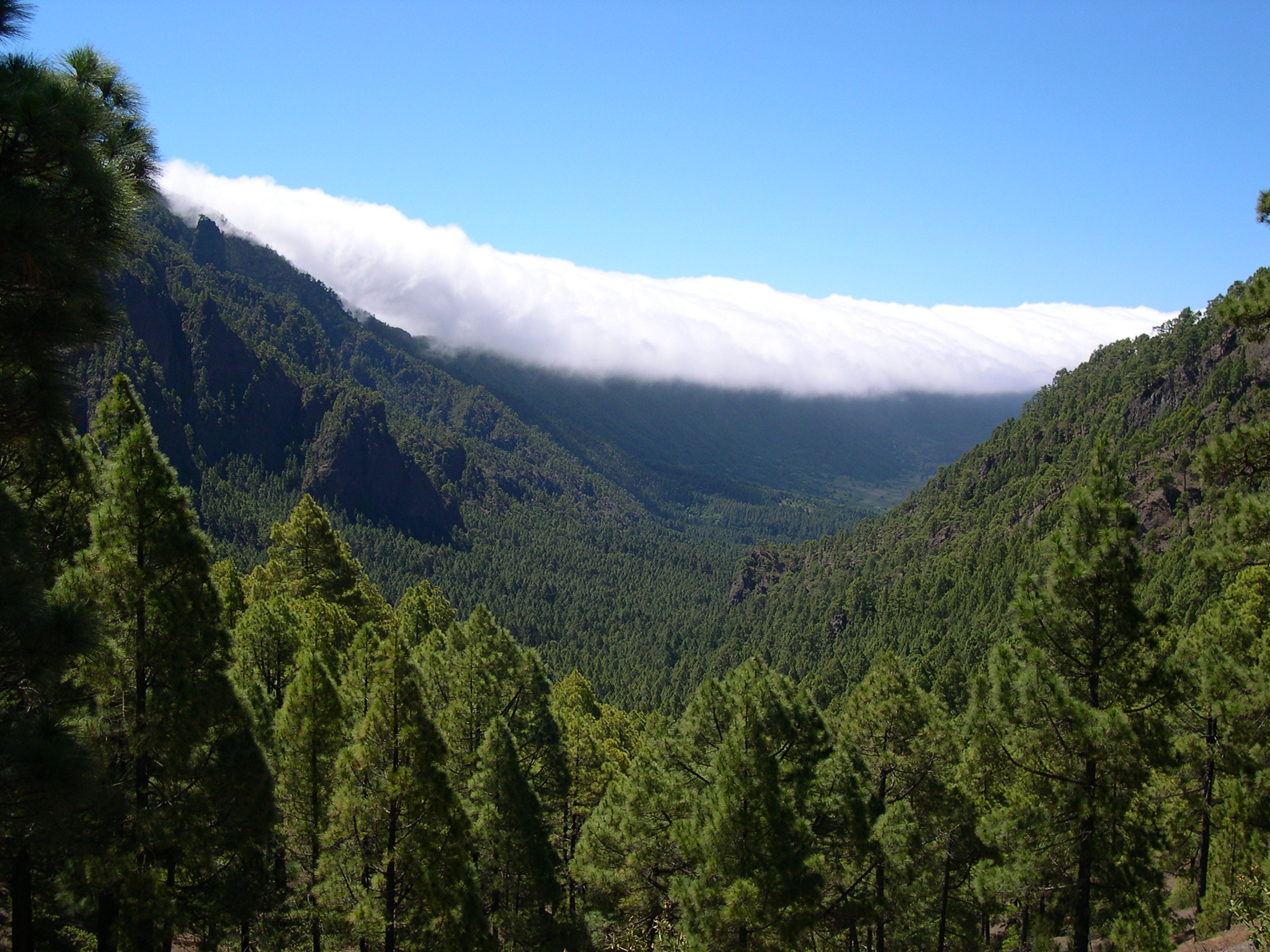
Кальдера Табуриенте на острове Пальма

Греция
- Тира (остров)
- Нисирос (остров)

Исландия
- Аскья
- Гримсвотн
- Катла
- Крапла

Испания, Канарские острова
- Пальма (остров)
- Тейде

Италия
- Флегрейские поля (местность)
- Браччано (озеро)

Шотландия
- Арднамурхан (местность)
- Гленко (Глен-Коэ, горная долина)

Другие страны
- Лахер-Зе (озеро) — Германия

### Океания
- Твид — Австралия
- Роторуа — Новая Зеландия
- Таупо — Новая Зеландия
- Килауэа — США
- Мауна-Лоа — США

Папуа — Новая Гвинея
- Каркар
- Лонг-Айленд
- Рабаул

### Антарктида
- Десепшен — остров
- Сидли — самый высокий вулкан континента

### Другие планеты
- Олимп — потухший вулкан на Марсе
- гора Маат — потухший вулкан на Венере